# Ил Гобо (Римини)
Ил Гобо је насеље у Италији у округу Римини, региону Емилија-Ромања.
Према процени из 2011. у насељу је живело 365 становника. Насеље се налази на надморској висини од 42 м.